# Briefmarken-Jahrgang 1976 der Deutschen Bundespost
Der Briefmarken-Jahrgang 1976 der Deutschen Bundespost umfasste 38 Sondermarken, davon waren drei Briefmarken nur als Briefmarkenblock erhältlich. Dauermarken wurden in diesem Jahr keine herausgegeben.
Alle seit dem 1. Januar 1969 ausgegebenen Briefmarken waren unbeschränkt frankaturgültig, es gab kein Ablaufdatum wie in den vorhergehenden Jahren mehr.
Durch die Einführung des Euro als europäische Gemeinschaftswährung zum 1. Januar 2002 wurde diese Regelung hinfällig.
Die Briefmarken dieses Jahrganges konnten allerdings bis zum 30. Juni 2002 genutzt werden. Ein Umtausch war noch bis zum 30. September in den Filialen der Deutschen Post möglich, danach bis zum 30. Juni 2003 zentral in der Niederlassung Philatelie der Deutschen Post AG in Frankfurt.

## Liste der Ausgaben und Motive
Legende
- Bild: Eine bearbeitete Abbildung der genannten Marke. Das Verhältnis der Größe der Briefmarken zueinander ist in diesem Artikel annähernd maßstabsgerecht dargestellt. Sollten keine Marken abgebildet sein, liegt es daran, dass das Urheberrecht des Künstlers noch nicht erloschen ist.
- Beschreibung: Eine Kurzbeschreibung des Motivs und/oder des Ausgabegrundes. Bei ausgegebenen Serien oder Blocks werden die zusammengehörigen Beschreibungen mit einer Markierung versehen eingerückt.
- Wert: Der Frankaturwert der einzelnen Marke in Pfennig. Ein „+“ bedeutet, dass es sich um eine Zuschlagsmarke handelt (= Frankaturwert + Spende).
- Ausgabedatum: Das Datum des erstmaligen Verkaufs dieser Briefmarke.
- Auflage: Soweit bekannt, wird hier die zum Verkauf angebotene Anzahl dieser Ausgabe angegeben.
- Entwurf: Soweit bekannt, wird hier angegeben, von wem der Entwurf dieser Marke stammt.
- Mi.-Nr.: Diese Briefmarke wird im Michel-Katalog unter der entsprechenden Nummer gelistet.

| Sondermarken | |                  |                       |            |                           |              |
| Bild         | Beschreibung | Werte in Pfennig | Ausgabe- datum (1976) | Auflage    | Entwurf                   | MiNr.        |
|              | Olympische Winterspiele 1976 in Innsbruck Olympische Ringe und stilisierte Kufen                                                                 | 50               | 5. Januar             | 30.850.000 | Arthur Zelger             | 875          |
|              | 100. Geburtstag von Konrad Adenauer (1876–1967) erster deutscher Bundeskanzler                                                                   | 50               | 5. Januar             | 35.000.000 | Karl Hans Walter          | 876          |
|              | 400. Todestag von Hans Sachs (1494–1576) Dichter – Illustrationen zu seinen Büchern                                                              | 40               | 5. Januar             | 32.900.000 | Heinz Schillinger         | 877          |
|              | 50 Jahre Deutsche Lufthansa - Junkers F 13 von 1926, das erste Passagierflugzeug der Lufthansa                                                   | 50               | 5. Januar             | 32.850.000 | Heinz Schillinger         | 878          |
|              | 25 Jahre Bundesverfassungsgericht Bundesadler | 50               | 17. Februar           | 29.500.000 | Heinz Schillinger         | 879          |
|              | 25 Jahre Europäische Gemeinschaft für Kohle und Stahl EGKS                                                                                       | 40               | 6. April              | 31.900.000 | Heinz Kroehl              | 880          |
|              | 75 Jahre Wuppertaler Schwebebahn Schwebebahnzug                                                                                                  | 50               | 6. April              | 30.450.000 | Albrecht Ade              | 881          |
|              | Für die Jugend, Jugend trainiert für Olympia - Basketball                                                                                        | 30+15            | 6. April              | 5.529.000  | Heinz Schillinger         | 882          |
|              | - Einer Rudern | 40+20            | 6. April              | 5.578.000  | Heinz Schillinger         | 883          |
|              | - Bodenturnen | 50+25            | 6. April              | 5.684.000  | Heinz Schillinger         | 884          |
|              | - Volleyball | 70+35            | 6. April              | 5.412.000  | Heinz Schillinger         | 885          |
|              | Olympische Sommerspiele 1976 Montreal - Freistilschwimmen                                                                                        | 40+20            | 6. April              | 6.494.000  | Klaus-Peter Spreen        | 886          |
|              | - Hochsprung | 50+25            | 6. April              | 6.627.000  | Klaus-Peter Spreen        | 887          |
|              | Briefmarkenblock - Hockey | 30+15            | 6. April              | 8.583.000  | Klaus-Peter Spreen        | Block 12 888 |
|              | - Rudern | 70+35            | 6. April              | 8.583.000  | Klaus-Peter Spreen        | 889          |
|              | Europamarken, Kunsthandwerk – Modelle von ca. 1765 aus der Porzellan-Manufaktur Ludwigsburg - Straßenhändlerin mit Bijouterien und Kupferstichen | 40               | 13. Mai               | 49.550.000 | Bruno K. Wiese            | 890          |
|              | - Straßenhändler mit Kupferstichen | 50               | 13. Mai               | 98.650.000 | Bruno K. Wiese            | 891          |
|              | 100. Geburtstag von Carl Sonnenschein (1876–1929) katholischer Priester, bekannt für seine Wohltätigkeit                                         | 50               | 13. Mai               | 30.650.000 | Beat Knoblauch            | 892          |
|              | 300. Todestag von Paul Gerhardt (1607–1676) Anfang des Liedes Befiehl du deine Wege                                                              | 40               | 13. Mai               | 33.400.000 | Holger Börnsen            | 893          |
|              | 150. Todestag von Carl Maria von Weber (1786–1826) Komponist                                                                                     | 50               | 13. Mai               | 32.350.000 | Heide Hölzing             | 894          |
|              | 200 Jahre Unabhängigkeit der Vereinigten Staaten von Amerika Carl Schurz (1829–1906), Sternenbanner und Washingtoner Capitol                     | 70               | 13. Mai               | 31.950.000 | Beat Knoblauch            | 895          |
|              | 100 Jahre Bayreuther Festspiele Festspielbühne                                                                                                   | 50               | 14. Juli              | 29.650.000 | Erwin Poell               | 896          |
|              | Archäologisches Kulturgut - Bronzekultwagen der Urnenfelderkultur aus Acholshausen                                                               | 30               | 14. Juli              | 51.850.000 | Heinz Schillinger         | 897          |
|              | - Keltische, goldverzierte Schale aus Schwarzenbach                                                                                              | 40               | 14. Juli              | 30.300.000 | Heinz Schillinger         | 898          |
|              | - Keltischer, silberner Halsring aus Trichtingen                                                                                                 | 50               | 14. Juli              | 32.450.000 | Heinz Schillinger         | 899          |
|              | - Römischer, Maskenbecher aus Hildesheim | 120              | 14. Juli              | 8.200.000  | Heinz Schillinger         | 900          |
|              | Vogelschutz - Goldregenpfeifer Pluvialis apricaria                                                                                               | 50               | 15. Juli              | 32.600.000 | Paul Froitzheim           | 901          |
|              | 300. Todestag von Hans Jacob Christoffel von Grimmelshausen (um 1622–1676) Fabelwesen aus Der Abentheuerliche Simplicissimus Teutsch             | 40               | 17. August            | 29.850.000 | Günter Jacki              | 902          |
|              | Tag der Briefmarke - Posthausschild der Kaiserlichen Reichs-Post-Expedition Höchst am Main aus dem 18. Jahrhundert                               | 10               | 14. Oktober           | 72.235.000 | Heinz Schillinger         | 903          |
|              | Wohlfahrtsmarken: Gartenblumen - Phlox, Phlox paniculata                                                                                         | 30+15            | 14. Oktober           | 10.601.000 | Heinz Schillinger         | 904          |
|              | - Ringelblumen, Calendula officinalis | 40+20            | 14. Oktober           | 12.634.000 | Heinz Schillinger         | 905          |
|              | - Zinnien, Zinnia elegans | 50+25            | 14. Oktober           | 16.906.000 | Heinz Schillinger         | 906          |
|              | - Stiefmütterchen, Viola tricolor | 70+35            | 14. Oktober           | 7.318.000  | Heinz Schillinger         | 907          |
|              | Bedeutende deutsche Frauen - Friederike Caroline Neuber (1697–1760), Schauspielerin, als Medea                                                   | 30               | 16. November          | 42.200.000 | Dorothea Fischer-Nosbisch | 908          |
|              | - Sophie Schröder (1781–1868), Schauspielerin, als Sappho                                                                                        | 40               | 16. November          | 30.900.000 | Dorothea Fischer-Nosbisch | 909          |
|              | - Louise Dumont (1862–1932), Schauspielerin, als Hedda Gabler                                                                                    | 50               | 16. November          | 31.300.000 | Dorothea Fischer-Nosbisch | 910          |
|              | - Hermine Körner (1878–1960), Schauspielerin, als Lady Macbeth                                                                                   | 70               | 16. November          | 21.450.000 | Dorothea Fischer-Nosbisch | 911          |
|              | Briefmarkenblock – Weihnachtsmarke - Ausschnitt aus dem Marienfenster im gotischen Chor der Frauenkirche in Esslingen                            | 50+25            | 16. November          | 11.267.000 | Dieter von Andrian        | Block 13 912 |